# 諾拉 (伊利諾伊州)
諾拉（英語：Nora）是位於美國伊利諾伊州喬戴維斯縣的一個村落。

## 地理
諾拉的座標為42°27′22″N 89°56′42″W / 42.45611°N 89.94500°W，而該地最高點為海拔高度309米（即1014英尺）。

## 人口
根據2010年美國人口普查的數據，諾拉的面積為2.15平方千米，當中陸地面積為2.15平方千米，而水域面積為0.00平方千米。當地共有人口121人，而人口密度為每平方千米56人。